# Федерация хоккея Украины
Федерация хоккея Украины, ФХУ (укр. Федерація хокею України, ФХУ) — Всеукраинская общественная организация, курирующая вопросы хоккея с шайбой на территории Украины. Представляет интересы украинского хоккея в Международной федерации хоккея с шайбой. Основана 20 февраля 1992 года. Принята в ИИХФ 6 мая 1992 года. Официальным языком ФХУ является украинский.

## Функции
В обязанности Федерации хоккея Украины входит совершенствование системы подготовки спортсменов высшей квалификации, обеспечение мероприятий по подготовке и участию в международных соревнованиях сборных и клубных команд Украины. ФХУ проводит работу по становлению, развитию и координации профессионального, любительского и детско-юношеского хоккея, оказанию помощи ветеранам.
ФХУ организует и проводит чемпионаты, первенства, розыгрыши кубков и другие официальные спортивные соревнования, а также международные хоккейные турниры на территории Украины.

## Соревнования
Федерация хоккея Украины проводит Чемпионат Украины по хоккею с шайбой и розыгрыш Кубка Федерации, а также чемпионат Украины среди хоккейных команд в различных возрастных категориях. Возраст игроков юниорской хоккейной лиги не превышает 20 лет. В каждой из категорий юношеских лиг возраст игроков не превышает 16 лет, 14 лет, 13 лет и 12 лет. Также с 2016 года под эгидой Федерации хоккея Украины проходит Чемпионат Украины по хоккею с шайбой среди женских команд.
Федерация хоккея Украины курирует национальные сборные страны:
- Сборная Украины по хоккею с шайбой
- Молодёжная сборная Украины по хоккею с шайбой
- Юниорская сборная Украины по хоккею с шайбой
- Женская сборная Украины по хоккею с шайбой

## Руководство
Федерация осуществляет свою деятельность через следующие органы управления:
Руководящие органы:
- Конгресс (генеральный или внеочередной) Федерации
- Совет Федерации

Исполнительные органы:
- Исполнительный комитет Федерации
- Постоянные комитеты и комиссии Федерации

Высшим руководящим органом является Конгресс ФХУ (Генеральный или внеочередной). Генеральный Конгресс проводится раз в 4 года. Внеочередной Конгресс созывается по решению Совета Федерации или по письменному требованию не менее 2/3 от общего количества местных ячеек и коллективных членов. Президент Федерации хоккея Украины избирается исключительно на Генеральном Конгрессе.
Президенты ФХУ:
- Хорозов, Анатолий Николаевич — 28.02.1992 — 04.12.1997
- Омельченко, Александр Александрович — 04.12.1997 — 08.12.2006
- Брезвин, Анатолий Иванович — 08.12.2006 — 18.12.2020
- Зубко, Георгий Юрьевич[укр.] — 18.12.2020 — н.в.

Почетный президент ФХУ:
- Хорозов, Анатолий Николаевич (1997—2011).
- Брезвин, Анатолий Иванович (2020 — н.в.)

### Руководство Федерации
- Президент — Зубко Георгий Юрьевич[укр.]
- Первый вице-президент — вакантно
- Вице-президент — Сысюк Вадим Николаевич[укр.]
- Вице-президент — Сопот Александр Степанович
- Исполнительный директор — Слатвицкая Александра Сергеевна
- Генеральный секретарь — вакантно
- Глава Совета Федерации — вакантно
- Глава Спортивного комитета — Годынюк Александр Олегович
- Глава комитета женского хоккея — Артемьева Юлия Сергеевна
- Глава Дисциплинарного комитета — Кича Андрей Владимирович

## История
Федерация хоккея Украинской ССР образована в 1963 году. Год основания связан с образованием на территории Украины хоккейной команды «Динамо» (Киев). Бессменным председателем Федерации хоккея Украинской ССР был Анатолий Хорозов. Хорозов переизбирался председателем Федерации восемь раз (1963, 1967, 1971, 1975, 1979, 1983, 1987, 1991). 20 февраля 1992 года Федерация хоккея Украинской ССР преобразована в Федерацию хоккея Украины.

## Конференции ФХУ
- I Учредительная Конференция Федерации хоккея Украины —- 20 февраля 1992 года
- II Отчетно-выборная Конференция Федерации хоккея Украины — 30 ноября — 4 декабря 1997 года
- III Внеочередная Конференция Федерации хоккея Украины — 15 февраля 1999 года
- IV Отчетно-выборная Конференция Федерации хоккея Украины — 1 октября — 5 октября 2001 года
- V Отчетно-выборная Конференция Федерации хоккея Украины — 12 октября 2005 года
- VI Внеочередная Конференция Федерации хоккея Украины — 1 октября 2006 года

## Генеральные конгрессы ФХУ
- 1 Генеральный конгресс — 08 декабря 2006 года;
- 2 Генеральный конгресс — 31 октября 2008 года;
- 3 Генеральный конгресс — 25 октября 2012 года;
- 4 Генеральный конгресс — 22 декабря 2016 года;
- 5 Генеральный конгресс — 18 декабря 2020 года;

### Зал славы ИИХФ
Представитель Украины в Зале славы ИИХФ:
- Анатолий Хорозов (введён 11 мая 2006 года)